# Liz Mitchell
Pour les articles homonymes, voir Mitchell.
Elizabeth Rebecca Mitchell, dite Liz Mitchell, née le 12 juillet 1952 à Clarendon (Jamaïque), est une chanteuse jamaïcaine.

## Biographie
Elle est la principale chanteuse du groupe Boney M. de 1976 à 1985 ayant interprété la plupart des tubes du groupe à l'exception de Belfast pour lequel Marcia Barrett fut chanteuse soliste.  
Elle s'installe à Londres en 1963.